# Kahetija
Kahetija (gruzijsko კახეთი, Kaheti) je regija (mhare), ki je nastala v 1990-ih na vzhodu Gruzije iz zgodovinske pokrajine Kahetije in majhne, gorske pokrajine Tušetiје. Njeno glavno mesto je Telavi. Območje obsega osem upravnih okrožij: Telavi, Gurdžaani, Qvareli, Sagaredžo, Dedoplisckaro, Signagi, Lagodehi in Ahmeta. Kahetija na severovzhodu meji na Rusko federacijo (Dagestan in Čečenija), na jugovzhodu na Azerbajdžan ter na zahodu na okraja Mcheta-Mtianeti in Spodnja Kartlija (Kvemo Kartli). Kahetija ima močno jezikovno in kulturno identiteto, saj njegova etnografska podskupina Kahetijcev govori kahetsko narečje.
Gruzijski samostanski kompleks David Gareja je delno lociran v tej provinci in je predmet mejnega spora med gruzijskimi in azerbajdžanskimi oblastmi . Kahetija je priljubljena turistična točka v Gruziji, glavne zanimivosti pa so Tušeti, Gremi, Signagi, Kvetra, Bodbe, zavarovano območje Lagodehi in samostan Alaverdi. Regija prideluje vina v mikroregijah Telavi in Kvareli.

## Geografija
Poleg sodobne upravne razdelitve na okrožja je bila Kahetija tradicionalno razdeljena na štiri dele: Notranja Kahetija (შიდა კახეთი, Šida Kaheti) vzhodno od gorskega območja Civ-Gombori, ob desnem bregu reke Alazani; Zunanja Kahetija (გარე კახეთი, Gare Kaheti) vzdolž srednjega porečja reke Iori; Kiziq'i (ქიზიყი) med rekama Alazani in Iori; območje Thither (გაღმა მხარი, Gaghma Mhari) na levem bregu reke Alazani. Vključuje tudi srednjeveško regijo Hereti, katere ime se je od 15. stoletja naprej postopno pozabilo.
Glavna pokrajinska značilnost je dolina reke Alazani, ki je kmetijsko zelo razvita, predvsem pa je pomembno vinogradništvo.

## Upravne enote
Kahetski okraj je razdeljen na osem občin: 
| Ime občine    | Površina | Št. prebivalcev |
| ------------- | -------- | --------------- |
| Telavi        | 1094 km2 | 58.350          |
| Ahmeta        | 2248 km2 | 31.461          |
| Gurdžaani     | 849 km2  | 54.337          |
| Kvareli       | 1000 km2 | 29.827          |
| Dedoplisckaro | 2531 km2 | 21.221          |
| Lagodehi      | 890 km2  | 41.678          |
| Sagaredžo     | 1515 km2 | 51.761          |
| Signagi       | 1251 km2 | 29,948          |

## Zgodovina
Kahetija je bila neodvisna kneževina od konca 8. stoletja. V združeno Gruzijsko kraljestvo je bila vključena v začetku 11. stoletja, vendar manj kot desetletje. Šele na začetku 12. stoletja je gruzijski kralj David Graditelj (vladal 1089-1125) uspešno vključil Kahetijo v svoje kraljestvo.
Po razpadu Gruzijskega kraljestva je Kahetija v 1460-ih postala neodvisno kraljestvo. Od začetka 16. stoletja do zgodnjega 19. stoletja so v Kahetiji in sosednji Kartliji prešli pod iransko vlado. Leta 1616 je šah Abas deportiral več sto tisoč etničnih kahetskih gruzijskih prebivalcev v Iran in uničil regijo med kazensko kampanjo proti Teimurazu I., svojemu nekdanjemu najbolj zvestemu podložniku. V vseh teh stoletjih je bila regija sestavni del Irana in je iranskim nadrejenim dala veliko vidnih generalov, upraviteljev, žensk in več sto tisoč kmetov. Leta 1762 se je Kahetsko kraljestvo združilo s sosednjim gruzijskim kraljestvom Kartli v kraljestvo Kartli-Kaheti pod kraljem Heraklijem II. Po Gruzijski pogodbi in obleganju Tbilisija Mohameda kan Kadžarja, je bila leta 1801 kraljevina Kartli-Kaheti priključena k Ruskemu cesarstvu. Rusko suzerenstvo nad Kahetijo in ostalo Gruzijo je kadžarski Iran priznal v Gulistanski pogodbi leta 1813.
V letih 1918–1921 je bila Kahetija del neodvisne Demokratične republike Gruzije, v letih 1922–1936 del Kavkaške SFSR in v letih 1936–1991 Gruzijske SSR. Od gruzijske neodvisnosti leta 1991 je Kahetija gruzijska regija. Telavi je še vedno njegovo glavno mesto.